# Teofilândia
Teofilândia är en kommun i Brasilien.   Den ligger i delstaten Bahia, i den östra delen av landet, 1 100 km öster om huvudstaden Brasília. Antalet invånare är 21 484.
Omgivningarna runt Teofilândia är huvudsakligen savann. Runt Teofilândia är det ganska tätbefolkat, med 67 invånare per kvadratkilometer.